# John Croak
John Bernard Croak, né le 18 mai 1892 à Little Bay à Terre-Neuve et mort le 8 août 1918 sur le front de la Somme, est un soldat canadien de la Première Guerre mondiale et un récipiendaire de la croix de Victoria, la plus haute récompense des forces du Commonwealth. Il en est décoré pour ses actions du 8 août 1918 près d'Amiens en France au cours duquel il est blessé. Il meurt plus tard le même jour.